# Wilhelm Weingart
Wilhelm Weingart (4 de septiembre de 1856, Hildburghausen, Turingia - † 31 de agosto de 1936, Georgenthal, Turingia) fue un fabricante de porcelana y botánico aficionado alemán.

## Vida
Era hijo de un fabricante de porcelana en Hildburghausen. Su carrera se centró en la adquisición de la propiedad familiar, el negocio de su padre. Fue también técnico en la misma.
Su preferencia especial fue desde su infancia la botánica. En particular, los cactus. Debido a su independencia financiera, fue capaz de construir una gran colección muy pronto y fue experto reconocido más allá de las fronteras de Alemania. Esa pasión la compartía con su amigo de toda la vida Friedrich Boedeker.
El 19 de julio de 1885, se casó con una vecina de Hofsberg (Turingia) Luci Frieda Panse. Un año más tarde, nació su hijo William Reinholt Weingart, que más tarde, graduado como ingeniero, fue director del astillero alemán en Hamburgo-Finkenwerder.
El 2 de julio de 1894, entró en la Deutsche Kakteen-Gesellschaft (DKG).

## Homenajes

### Eponimia
Sólo un año después de su muerte, se publicó el género Weingartia de Erich Werdermann en su honor. Otras especies como: Mammillaria weingartiana y Leptocereus weingartianus también llevan su nombre.

## Obra
Sus 40 años de membresía en el DKG, le debe una variedad de investigaciones documentadas en revistas nacionales y extranjeras, especialmente el estudio de Cereus.
- La abreviatura «Weing.» se emplea para indicar a Wilhelm Weingart como autoridad en la descripción y clasificación científica de los vegetales.[3]

## Literatura
- Alwin Berger. 1929. Kakteen - Anleitung zur Kultur und Kenntnis der wichtigsten eingeführten Arten. Eugen Ulmer, Stuttgart
- Urs Eggli, Leonard E. Newton. 2004. Etymological Dictionary of Succulent Plant Names. Birkenhäuser, Norderstedt ISBN 3-540-00489-0, p. 256
- Ludwig Schnorr von Carolsfeld. 2012. Porzellan der europäischen Fabriken des 18. Jahrhunderts. Salzwasser Verlag, Paderborn 2012, ISBN 978-3-84603-392-0